# مائورو گئوگوزیان
مائورو گئوگوزیان کرسپو (ارمنی: Մաուրո Գևգեոզյան؛ اسپانیایی: Mauro Guevgeozián Crespo‎؛ زادهٔ ۱۰ مهٔ ۱۹۸۶ در مونته‌ویدئو) بازیکن فوتبال در پست مهاجم اهل ارمنستان-اروگوئه است.

## باشگاهی
از باشگاه‌هایی که در آن بازی کرده‌است می‌توان به باشگاه فوتبال پنیارول، باشگاه فوتبال پیونیک، باشگاه فوتبال لیبرتاد، و باشگاه فوتبال الیانزا لیما اشاره کرد.

## تیم ملی
وی همچنین در تیم ملی فوتبال ارمنستان بازی کرده‌است. گئوگوزیان نخستین بازی ملی خود را که یک بازی دوستانه بود در تاریخ 27 مه 2014 در کروژ در مقابل امارات متحده عربی انجام داده‌است

## افتخارات

### باشگاهی
پیونیک ایروان
- قهرمان لیگ برتر فوتبال ارمنستان (۱): ۲۰۰۷

پنیارول مونته‌ویدئو
- نایب‌قهرمان لیگ دسته اول فوتبال اروگوئه (۱): 2011–12
- نایب‌قهرمان جام لیبرتادورس (۱): 2011 Copa Libertadores

آلیانسا لیما
- Copa Inca  (۱): ۲۰۱۴